# Palpimanus simoni
Palpimanus simoni är en spindelart som beskrevs av Kulczynski 1909. Palpimanus simoni ingår i släktet Palpimanus och familjen Palpimanidae. Inga underarter finns listade i Catalogue of Life.